# Twywell
Twywell es un pueblo y una parroquia civil del distrito de East Northamptonshire, en el condado de Northamptonshire (Inglaterra).

## Demografía
Según el censo de 2001, Twywell tenía 187 habitantes (96 varones y 91 mujeres). 37 de ellos (19,78%) eran menores de 16 años, 136 (72,73%) tenían entre 16 y 74, y 14 (7,49%) eran mayores de 74. La media de edad era de 40,77 años. De los 150 habitantes de 16 o más años, 21 (14%) estaban solteros, 103 (68,67%) casados, y 26 (17,33%) divorciados o viudos. 103 habitantes eran económicamente activos, todos ellos empleados. Había 3 hogares sin ocupar, 83 con residentes y 3 eran alojamientos vacacionales o segundas residencias.
| 230                         | 211 | 200 | 199 | 232 | 298 | - | - | 501 | 472 | 400 | 460 | 455 | 443 | - | 339 | 274 |
| (Fuente: Vision of Britain) |     |     |     |     |     |   |   |     |     |     |     |     |     |   |     |     |